# Kaukonen (Volk)
Als Kaukonen (altgriechisch Καύκωνες, Kaukones) wird eine in antiken Quellen oft erwähnte, wohl vorgriechische Bevölkerung auf der Peloponnes bezeichnet.

Den antiken Quellen nach lebten die Kaukonen auf der Peloponnes. Gemäß Homer siedelten sie in Triphylien unweit von Pylos. Auch bei Herodot gehören sie zur ursprünglich vorgriechischen Bevölkerung Tripyhliens und wurden von den Minyern verdrängt. Konkret in die Nähe der triphylischen Stadt Lepreon verortete sie im frühen 3. Jahrhundert v. Chr. Zenodotos von Ephesos und auch für andere ist Lepreon eine Stadt der Kaukonen, Pausanias erwähnt eigens, dass er das Grab des eponymen Heros Kaukon in Lepreon nicht gesehen habe.
Doch gab es in der Antike auch Deutungen, die den Wohnsitz der Kaukonen im eigentlichen Elis und in West-Achaia, also der Nordwestpeloponnes suchten; insbesondere Apollodor vertrat diese Ansicht und sammelte literarische Belege für diese Auffassung. Mit Bezug auf Antimachos von Kolophon glaubte er, die Kaukonen hätten im Gebiet der  Stadt Dyme (heute Kato Achaia) nahe dem Golf von Patras gesiedelt. Mit Dyme brachte auch Aristoteles die Kaukonen in Verbindung, der sie sich in zwei Gruppen geteilt sowohl um Dyme als auch in Triphylien siedelnd dachte.
Homer nennt in der Ilias Kaukonen zudem unter den troischen Verbündeten im Trojanischen Krieg, die auch andernorts erwähnt werden und allgemein im nördlichen Kleinasien am Fluss Parthenios angesiedelt wurden. Sie sind von den Kaukonen der Peloponnes zu unterscheiden.